# Epiphora
Epiphora is een geslacht van vlinders uit de familie nachtpauwogen (Saturniidae).
De typesoort van het geslacht is Epiphora scribonia Wallengren, 1860.

## Soorten
- Epiphora acuta
- Epiphora aequatorialis
- Epiphora aequitorialis
- Epiphora albida
- Epiphora antinorii
- Epiphora atbarina
- Epiphora bauhiniae
- Epiphora bedoci
- Epiphora berliozi
- Epiphora boolana
- Epiphora boursini
- Epiphora bouvieri
- Epiphora brunnea
- Epiphora cadioui
- Epiphora congolana
- Epiphora conjuncta
- Epiphora cordieri
- Epiphora cotei
- Epiphora damarensis
- Epiphora elianae
- Epiphora eugeniae
- Epiphora feae
- Epiphora fournierae
- Epiphora gabonensis
- Epiphora getula
- Epiphora hassoni
- Epiphora imperator
- Epiphora intermedia
- Epiphora kipengerensis
- Epiphora leae
- Epiphora lecerfi
- Epiphora liberiensis
- Epiphora lineata
- Epiphora lugardi
- Epiphora macedoi
- Epiphora macrops
- Epiphora magdalena
- Epiphora manowensis
- Epiphora marginimacula
- Epiphora mineti
- Epiphora miriakamba
- Epiphora modesta
- Epiphora murphyi
- Epiphora mythimnia
- Epiphora newporti
- Epiphora niepelti
- Epiphora nubilosa
- Epiphora oberprieleri
- Epiphora obscura
- Epiphora pelosoma
- Epiphora perspicua
- Epiphora ploetzi
- Epiphora pygmaea
- Epiphora rectifascia
- Epiphora rotunda
- Epiphora rufa
- Epiphora schultzei
- Epiphora styrax
- Epiphora testenoirei
- Epiphora testouti
- Epiphora torquata
- Epiphora ugandensis
- Epiphora vacuna
- Epiphora vacunoides
- Epiphora vicina
- Epiphora victoria
- Epiphora werneri
- Epiphora weymeri